# サハの電離公式
サハの電離公式（サハのでんりこうしき）は、気体の電離度を気体の温度、密度、イオン化エネルギーの関数として求めたものである。インドの物理学者メグナード・サハによって求められた。
{\displaystyle X=n_{\mathrm {e} }/n} を電離度（電離した分子の比率）とすればサハの公式は
{\displaystyle {\frac {X^{2}}{1-X}}={\frac {1}{nh^{3}}}\left(2\pi m_{\mathrm {e} }k_{\mathrm {B} }T\right)^{3/2}\exp(-I/k_{\mathrm {B} }T)}
とあらわされる。ここでT は温度、h は プランク定数 、nは中性分子とイオンの数密度の和、{\displaystyle n_{\mathrm {e} }}は電子の数密度、{\displaystyle I} はイオン化エネルギーである。
X=1 は気体中の分子がすべて電離して中性分子がなくなった状態を示し、完全電離と呼ばれる。上記公式から温度 T が十分に高いと完全電離になることが分かる。これは構成粒子の運動エネルギーが充分に大きくてイオン化エネルギー {\displaystyle I} の壁を楽に乗り越え、かつ電離を起こす粒子間の2体衝突の頻度が高くなるためである。
一方この公式から、密度 n が十分に小さくなっても完全電離になることが分かる。これは密度が十分に小さくなるとイオンと電子の衝突の頻度が低くなり、電離した粒子が中性分子に戻れなくなるためである。このため、極めて稀薄な宇宙空間の星間ガスの類は多くは完全電離プラズマの状態にある。